# Donato Squicciarini
Donato Squicciarini (24 avril 1927 à Altamura - 5 mars 2006 à Rome) est un archevêque catholique italien.

## Biographie
Donato Squicciarini est né à Altamura le 24 avril 1927. Après avoir terminé ses études de théologie, il est ordonné prêtre dans le rite romain le 12 avril 1952, alors qu'il n'a que 24 ans.

## Carrière diplomatique
Le 31 août 1978, il est nommé archevêque titulaire de Tiburnia (de) et nonce apostolique au Égypte par le pape Jean-Paul Ier ; la nomination épiscopale de Squicciarini est la première et l'une des rares du pontificat du pape. Le 26 novembre suivant, il reçoit l'ordination épiscopale, dans la cathédrale d'Altamura, des mains du cardinal Franz König, archevêque métropolitain de Vienne, avec comme co-consécrateurs l'archevêque Giuseppe Caprio, substitut pour les affaires générales de la Secrétairerie d'État, et Salvatore Isgrò (it), prélat du Altamura e Acquaviva delle Fonti.
Le 16 septembre 1981, il est nommé par le pape Jean-Paul II, délégué apostolique en Guinée équatoriale (en) et pro-nonce apostolique au Cameroun et au Gabon (en). Le 28 décembre de la même année, il est élevé au rang de pro-nonce en Guinée équatoriale. Le 1er juillet 1989, il est nommé nonce apostolique en Autriche (en) et démissionne de ses fonctions diplomatiques en Guinée équatoriale, au Cameroun et au Gabon. Quelques mois plus tard, il est nommé par Jean-Paul II observateur permanent du Saint-Siège auprès de l'Office des Nations unies et des institutions spécialisées à Vienne et de l'Organisation des Nations unies pour le développement industriel, ainsi que représentant permanent du Saint-Siège auprès de l'Organisation des Nations unies pour le développement industriel, ainsi que représentant permanent du Saint-Siège auprès de l'Agence internationale de l'énergie atomique en 1994, il cesse d'être observateur et représentant permanent auprès des organisations intergouvernementales susmentionnées. Le 8 octobre 2002, le pape Jean-Paul II accepte sa démission du poste de nonce apostolique en Autriche en raison de la limite d'âge.

## Succession apostolique
Donato Squicciarini a ordonné les évêques suivants :
- Archevêque Évariste Ngoyagoye (1980)
- Archevêque Cornelius Fontem Esua (1982)
- Archevêque Antoine Ntalou (1983)
- Évêque Pierre Augustin Tchouanga, S.C.I. (1983)
- Évêque Adalbert Ndzana (1985)
- Évêque Gabriel Simo (en) (1987)
- Archevêque Simon-Victor Tonyé Bakot (1987)